# Pum Qu
Pum Qu (kinesiska: Peng Qu, 朋曲) är ett vattendrag i Kina. Det ligger i den autonoma regionen Tibet, i den sydvästra delen av landet, omkring 470 kilometer väster om regionhuvudstaden Lhasa.
Genomsnittlig årsnederbörd är 663 millimeter. Den regnigaste månaden är juli, med i genomsnitt 147 mm nederbörd, och den torraste är november, med 3 mm nederbörd.